# Lois de mai (Russie)
Les Lois de mai, proposées par Nikolaï Pavlovitch Ignatiev, font partie des Règlements intérieurs (en russe : Временные правила) et sont signées le 15 mai 1882 par l'empereur Alexandre III de Russie. Dans le contexte d'une répression tous azimuts qui visait d'abord la contestation politique, les Règlements intérieurs augmentent les pouvoirs de police dans certaines régions, en particulier en matière de presse, mais aussi d'arrestations des suspects, passage en cour martiale, etc. Promulguées en été 1881, les Règlements visent d'abord ce qui reste de Narodnaïa volia, l'organisation terroriste responsable de l'assassinat d'Alexandre II le 13 mars 1881. Les Lois de mai visent plus spécifiquement les Juifs.
Ces lois imposent une politique systématique de discrimination qui bannit les Juifs de toutes les zones rurales et des villes de moins de dix mille habitants, même dans la Zone de résidence. Des quotas stricts sont fixés concernant le nombre de Juifs autorisés dans l'enseignement secondaire et supérieur et pour de nombreuses professions. Ces lois sont restées en vigueur jusqu'à la révolution russe de 1917 et provoquent une émigration juive massive : de 1881 à 1920, plus de deux millions de Juifs quittent l'Empire russe pour s'installer aux États-Unis principalement.

## Une législation antisémite
Selon l'historien Richard Pipes, « Bien que l'anti-sémitisme moderne soit né en France et en Allemagne, c'est d'abord en Russie qu'il pénétra l'idéologie officielle ».

« Alexandre III ne recherche pas simplement à rendre la vie plus difficile pour les Juifs, il a l'intention de leur rendre la vie impossible. Constantin Pobiedonostsev admet candidement un jour à une délégation juive espérant un allègement, que le régime souhaite qu'un tiers des Juifs russes émigrent, qu'un tiers acceptent de se convertir et que l'autre tiers périssent. Comme Pobedonostsev est le plus proche et le plus respecté conseiller du Tsar et en même temps son ami, en plus de son poste officiel de procureur en chef du Saint Synode, tout laisse à penser que le tsar et lui partagent la même opinion. Dans le courant des années 1880, la loi interdisant aux Juifs de s'installer dans des villages, à l'intérieur de la Zone de Résidence, mais aussi en dehors de cette zone, conduit à la mort lente des shtetls. »

— Elliot Rosenberg, But Were They Good for the Jews?
La loi répressive est révisée régulièrement. En 1887, les quotas de Juifs dans l'enseignement sont resserrés: 10 % à l'intérieur de la Zone, 5 % à l'extérieur de la Zone à l'exception de Moscou et de Saint-Pétersbourg, où le quota est maintenu à 3 %. Dans de nombreuses villes à forte population juive, les écoles sont à moitié vides et de nombreux étudiants juifs se voient interdits de s'inscrire dans les écoles et universités. Ils se trouvent dans l'impossibilité de finir leurs études dans leur propre pays.
Plusieurs historiens notent la concomitance entre le renforcement de la politique antisémite de l'État russe et le déferlement de vagues de pogroms.
Dans la marge d'un mémorandum demandant la réduction des pratiques répressives à l'égard des Juifs, Alexandre III indique par une note manuscrite: « Mais nous ne devons jamais oublier que les Juifs ont crucifié notre Seigneur et ont répandu son précieux sang ».
En 1889, les Juifs ont l'interdiction de s'inscrire au barreau des avocats.
« La proportion de docteurs juifs pouvant exercer dans l'armée ne peut excéder 5 %, tandis que les hommes de loi juifs qui désirent devenir avocats doivent faire une demande expresse auprès du Ministre de la Justice. À la fin du règne d'Alexandre III, la licence accordée aux Juifs de vendre de l'alcool est révoquée. »
En 1886, un édit d'expulsion est pris à l'encontre des Juifs de Kiev. Au printemps de 1891, Moscou est vidée de ses Juifs (à l'exception d'une petite minorité jugée utile) et une synagogue nouvellement construite est fermée par les autorités de la ville dirigée par le gouverneur général, le grand-duc Serge Alexandrovitch, frère de l'empereur. Environ 20 000 Juifs sont expulsés de Moscou, ce qui provoque une condamnation internationale.
Dans son discours au Congrès des États-Unis le 9 décembre 1891, le président des États-Unis, Benjamin Harrison déclare : « Ce gouvernement exprime au gouvernement du tsar, dans un esprit amical, mais avec beaucoup de gravité, sa profonde inquiétude en raison des cruelles mesures prises à l'encontre des Hébreux ».
En 1892, de nouvelles mesures interdisent aux Juifs de participer aux élections locales en dépit de leur grand nombre dans de nombreuses villes de la Zone de Résidence. « Le Décret des Villes (Городовое положение) de 1892 interdits aux Juifs d'élire ou d'être élus dans les Doumas des villes. […] De cette façon, une représentation proportionnelle inverse est obtenue : la majorité des contribuables de la ville est soumise à une minorité gouvernant la ville contre les intérêts juifs. »
L'année suivante, la Loi concernant les prénoms (Об именах) impose un châtiment criminel aux Juifs qui essayent d'« adopter des prénoms chrétiens » et imposent aux Juifs d'utiliser leurs prénoms de naissance (какими они означены в метрических книгах) dans les affaires, les écrits, la publicité, les enseignes, etc.
En 1893-1894, certaines régions de la péninsule de Crimée sont exclues de la Zone de Résidence. Alexandre III meurt en Crimée le 20 octobre 1894, et selon Simon Dubnow, « tandis que le corps du défunt est transporté par train jusqu'à Saint-Pétersbourg, les mêmes voies transportent des exilés juifs de Yalta jusqu'à la Zone de Résidence. Le règne d'Alexandre III se termine symboliquement : il a commencé avec les pogroms et finit avec les expulsions. »
La plupart des émigrants juifs russes s'établissent aux États-Unis ou en Argentine. Quelques-uns font leur aliyah vers la Terre d'Israël, alors province de l'Empire ottoman.